# Karol Bielecki
Pour les articles homonymes, voir Bielecki.
Karol Bielecki, né le 23 janvier 1982 à Sandomierz, est un ancien handballeur international polonais évoluant au poste d'arrière gauche. Après avoir évolué de nombreuses saisons au KS Kielce et en Allemagne au SC Magdebourg et au Rhein-Neckar Löwen, il décide de prendre sa retraite sportive en 2018 alors que son contrat courait jusqu’en 2019. Cette décision a notamment pour cause les efforts physique et mentaux qu’il devait faire pour pallier la perte de son œil gauche lors d’un match opposant la Pologne à la Croatie en juin 2010.
Il a également été porte-drapeau de la Pologne aux Jeux olympiques d'été de 2016.

## Biographie
Avec l'équipe de Pologne, il remporte deux médailles en championnat du monde, l'argent lors du mondial 2007 en Allemagne, battu par en finale par l'équipe allemande puis le bronze lors de l'édition suivante. Lors de cette dernière compétition, les Polonais sont privés de finale par la Croatie mais battent le Danemark pour la troisième place.
En juin 2010, il perd un œil à la suite d'une blessure lors d'un match opposant la Pologne à la Croatie. Malgré deux opérations, son œil gauche n'a pu être sauvé. Malgré ce handicap, il décide de continuer sa carrière.

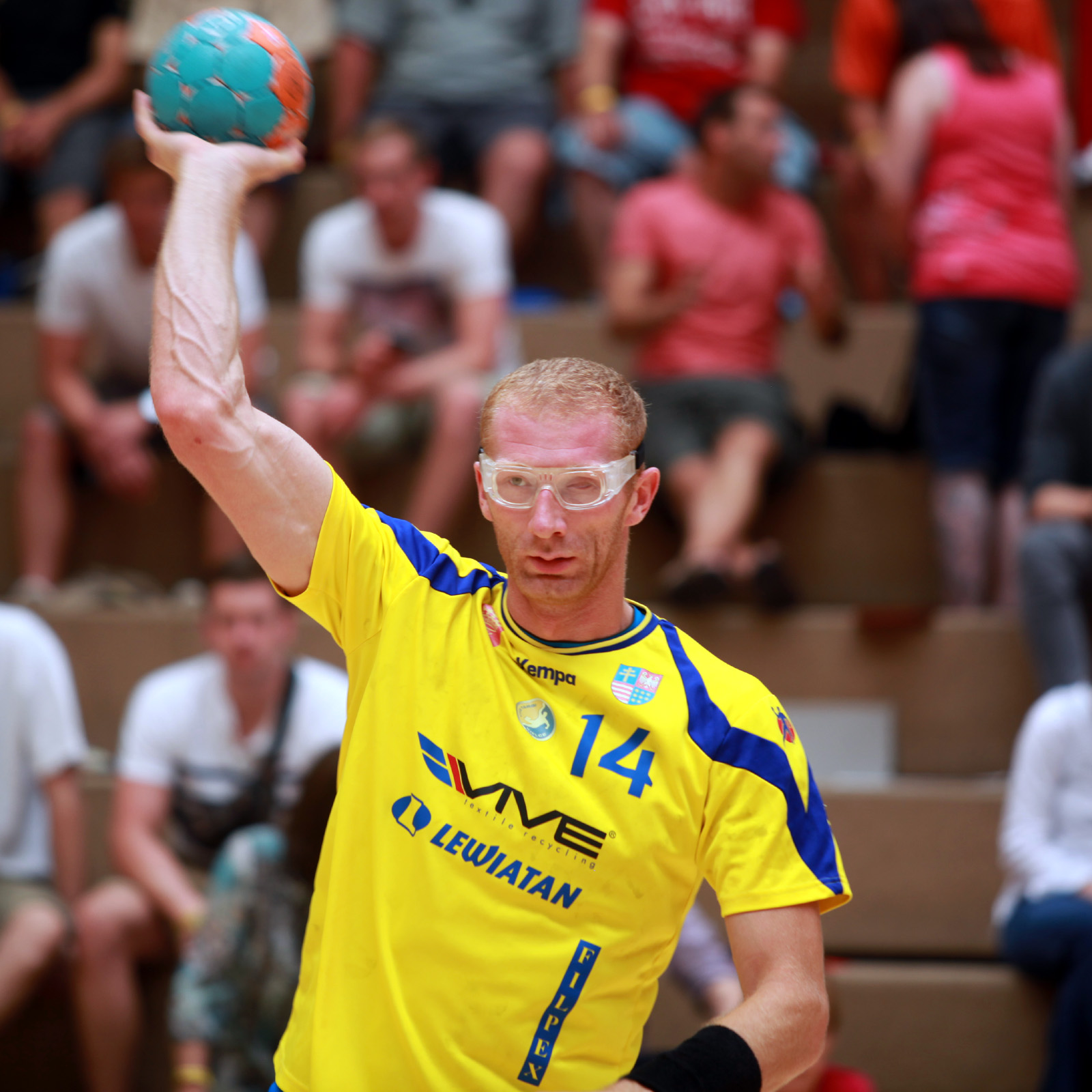
Karol Bielecki et ses lunettes protectrices en 2013.

Il dispute de nouveau un mondial lors de l'édition de 2011 en Suède : il inscrit 19 buts lors des huit rencontres d'une compétition où la Pologne termine au huitième rang.
Le 7 février 2012, il signe un contrat de trois ans avec le KS Kielce, qui prend effet le 1er juillet 2012. Après 6 saisons ponctuée d'une Ligue des champions remportée en 2016 et de nombreux doublés championnats-coupes de Pologne, il décide de mettre un terme à sa carrière.

## Palmarès

### En club
Compétitions internationales
- vainqueur de la Ligue des champions (C1) (1) : 2016
- vainqueur de la Coupe de l'EHF (C3) (1) : 2007

Compétitions nationales
- vainqueur du champion de Pologne (6) : 2003, 2013 2014, 2015, 2016, 2017
- vainqueur de la coupe de Pologne (8) : 2000, 2003, 2013, 2014, 2015, 2016, 2017, 2018

### Équipe nationale
Championnats du monde
- médaillé d'argent au championnat du monde 2007
- médaillé de bronze au championnat du monde 2009
- 8e place au championnat du monde 2011
- 9e place au championnat du monde 2013
- médaillé de bronze au championnat du monde 2015

Jeux olympiques
- 5e place aux Jeux olympiques de 2008
- 4e place aux Jeux olympiques de 2016

Championnats d'Europe
- 16e place au championnat d'Europe 2004
- 10e place au championnat d'Europe 2006
- 7e place au championnat d'Europe 2008
- 4e place au championnat d'Europe 2010
- 9e place au championnat d'Europe 2012
- 6e place au championnat d'Europe 2014
- 7e place au championnat d'Europe 2016

## Distinctions
Après leur titre de vice-champion du monde obtenu en 2007, Karol Bielecki et ses coéquipiers reçoivent la Croix d'or du Mérite (Krzyż Zasługi), le 5 février 2007, des mains de Lech Kaczyński, le président de la République de Pologne lors d'une cérémonie organisée au palais Koniecpolski.